# اچ‌ام‌اس پروسلیت (۱۷۹۶)
اچ‌ام‌اس پروسلیت (۱۷۹۶) (به انگلیسی: HMS Proselyte (1796)) یک کشتی بود. این کشتی در سال ۱۷۷۰ ساخته شد.